# 福留貴美子
福留 貴美子（ふくとめ きみこ、1951年12月17日 - ）は、よど号グループの岡本武の妻。北朝鮮政府は「1988年に死亡」としている。政府認定の北朝鮮による日本人拉致問題被害者ではないが、北朝鮮に拉致された日本人を救出するための全国協議会（救う会）は拉致被害者と認定、死亡情報は疑わしいとして救出運動を行っている。

## 経歴

### 上京
高知県香美郡暁霞村（現香美市）生まれ。父親は自民党系の村議もしくは役員をしていたと言われる。高知県立山田高校に入学し、剣道部に所属していた。1970年、高校を卒業して綜合警備保障に就職。大阪の日本万国博覧会会場で勤務した後、東京に転勤し1975年に退職。
1974年、幼稚園教諭の免許取得を目指し東京教育専修学校（現・東京教育専門学校）夜間部に入学、1976年3月に卒業した。友人たちによれば、福留貴美子には、特定の政治的指向はなく、北朝鮮へのシンパシーはまったくなかったという。警察官採用試験を受けたこともあり、どちらといえば保守派であったと考えられる。

### 出国・入国・再出国
1976年7月に失跡、友人には「モンゴルに行く」と言い残して羽田空港を飛び立ったきり消息を絶った。福留貴美子はモンゴルにあこがれのような気持ちを持っていたようである。高知県に住んでいた貴美子の母親は、モンゴルで事故にでもあったかもしれないと考え捜索願を出した。母親が貴美子の住んでいた渋谷区恵比寿のアパートを訪れると、特に身辺を整理したようすもなく、明らかに短期の旅行を計画していたものと考えられたという。そのような貴美子がどのような経緯で北朝鮮に渡ることになったのかは依然不明であるが、羽田を発った後、イギリス領香港、北京経由で北朝鮮に入国したと推定される。
北朝鮮では、岡本武と結婚させられたという。よど号グループの柴田泰弘の妻だった八尾恵は著書で、貴美子が北朝鮮で「モンゴルにあこがれている。そこに行くはずだったのにここに来てしまった」と話していたと明かしている。
1980年3月9日、日本に一度帰国し、浜松町駅まで見送りにきたうちの1人である横浜市南区の友人の家を11日に訪れ2泊している。その後「大阪へ行ってから田舎に帰る」と告げ、新横浜駅まで見送りを受けたが、実家には姿を見せなかった。途中で北朝鮮に連れ戻されたと考えられる。同年3月24日に大阪国際空港から出国した記録が残っているとされる。

### よど号犯の妻
北朝鮮に渡ったよど号グループの岡本武は当初、北朝鮮の女性と結婚して同国に帰化したと伝えられていた。しかし、グループのリーダー田宮高麿は1995年にジャーナリストの高沢皓司のインタビューに対して「結婚した女性は日本人であり、高知県の出身。東京に住んでいた」旨を明かした。その後、高沢らの調査でその女性が福留であることが分かり、1996年8月7日付の朝日新聞で報道された。娘の行方が分からないままに20年が経過し、娘が実は北朝鮮に渡っていたという報道は母親にとって衝撃的なものであった。

### 「死亡」通告
朝日新聞報道後の8月22日、よど号グループの小西隆裕から福留貴美子の父にあてた8月1日付の手紙が元赤軍派議長の塩見孝也によって届けられた。貴美子は岡本と結婚し2人の娘が生まれたこと、1980年ごろ、よど号グループと別れたこと、1988年夏に北朝鮮側から岡本と福留が土砂崩れで死亡したとの通知があったことなどの内容が書かれていた。
しかし八尾は、福留が日本に入国した際に知人宅に泊まったことなどが批判されるなど、岡本と田宮に対立があったことや、岡本とともに縄で縛られて朝鮮労働党員に引き渡されたことがあったとした上で「私の知る限りでは、岡本さんと福留さんは、『よど号』グループの考え方に異を唱えたので矯正のため隔離され、そして、その果てに死が待っていた」と書いている。これら一連の報道は、貴美子の家族にとってはたいへん残酷なものであった。

## 2人の娘
岡本との間に、1977年6月28日に長女を、1981年に次女を出産している。最初に日本を出てからわずか2、3カ月後に長女を懐妊し、1980年に日本に入国した際には長女は2歳だったことになる。
元赤軍派最高幹部ら「よど号」容疑者支援者団体が、北朝鮮や朝鮮総連との人脈をもつ旧社会党の元高知県議会議員（故人）をパイプ役として、各方面に働きかけた結果、長女は2002年9月10日、次女は2004年1月13日に日本に帰国した。長女の帰国にあたっては、その前後に日本国内の「よど号」容疑者支援者団体メンバーが警察の家宅捜索や聴取を受け、次女の帰国時には警察が令状に基づく所持品検査を行ったが、このことについて、次女は所持品検査が不当なものだったと主張しているという。

## 拉致疑惑
警視庁公安部は2004年1月、福留が渡航制限されていた北朝鮮に必要な申請手続きをせず渡航したとして、旅券法違反容疑で逮捕状を取った（つまり警視庁は死亡として扱っていない）。
2005年10月、よど号ハイジャック事件に絡む民事訴訟で警視庁公安部幹部は、福留について「拉致被害者とは考えていない」と証言した。理由として以下のものをあげた。
1. 日本に入国した際、友人宅に泊まるなどしており、逃げる機会があった[注釈 5]。
2. 海外の領事館で自ら旅券更新をしている。

しかし、救う会や北朝鮮ウオッチャーは以下の点から「だまされて北朝鮮に行き、よど号メンバーと結婚させられた拉致事件」としている。
1. 日本に入国したときは幼い子供を北朝鮮に残しており、逃げるわけにはいかなかった[6]。
2. 福留は他のよど号メンバーの妻とは違い思想性はなかった（福留は北朝鮮に行く前に日本で警察官採用試験を受験しており、思想はむしろ保守的だったと推測されている）[3]。

前述した福留が綜合警備保障勤務時代に派遣され受付業務をしていた東京・五反田のTOCビルに、北朝鮮工作員の活動拠点で、2児拉致事件の舞台となった貿易会社「ユニバース・トレイディング」が入居していた。
「救う会高知」は2006年11月、福留は北朝鮮に拉致されたとして、高知県警察に国外移送目的略取及び誘拐の罪で告発。受理され、捜査が続いている。2013年3月22日には、「救う会神奈川」などが、国外移送目的略取罪の告発状を警視庁公安部に提出した。